# Alexandru Țigănașu
Alexandru Ţigănaşu (sinh ngày 12 tháng 6 năm 1990 ở Săveni) là một cầu thủ bóng đá người România thi đấu cho Poli Timișoara on tanh rời khỏi side, ở vị trí hậu vệ trái hay left midfielder.